# Pteropòdids
Els pteropòdids (Pteropodidae) són una família de ratpenats. La seva àrea de distribució comprèn les regions tropicals d'Àfrica, Àsia i Oceania. Representen una cinquena part de les espècies vivents de ratpenats.
Hi ha algunes espècies que arriben els 40 cm de llarg, 150 cm d'envergadura i passen d'1 kg de pes. No obstant això no totes són tan grans i no totes superen en grandària als microquiròpters. Syconycteris australis és discutiblement l'espècie més petita amb tan sols 6 cm de llarg, factor que afavoreix la seva alimentació amb el nèctar.
Posseeixen un sentit de l'olfacte molt desenvolupat i la majoria tenen ulls de gran grandària per orientar-se. Al contrari que molts ratpenats més petits, depenen de la seva vista en comptes de l'ecolocalització per orientar-se. Tan sols la ratapinyada frugívora egípcia (Rousettus aegyptiacus) ha desenvolupat un rudimentari sentit d'ecolocalització que empra quan es troba en total foscor.
La seva dieta és essencialment frugívora. S'alimenten de fruita o del nèctar de les flors i les seves dents estan especialment adaptades per travessar la pell de les fruites. A vegades els fruits són colpejats o aixafats per xarrupar el seu suc. Mentre que els pteropòdids grossos es veuen obligats a detenir el seu vol per menjar, els més petits poden quedar-se suspesos en l'aire mentre aletegen davant d'un fruit o una flor.

## Teoria de primats voladors
El neurocientífic australià Jack Pettigrew va proposar en 1986 una teoria que suggereix que els megaquiròpters evolutivament formen un grup germà amb els primats. Pettigrew va descobrir que les connexions entre la retina i el colícul superior del mesencèfal de Pteropus estaven organitzats de la mateixa manera que en els primats, sent diferents en la resta de mamífers.
Estudis posteriors en 1989 van albirar noves característiques anatòmiques comunes. Pettigrew suggereix que els megaquiròpters, lèmurs voladors i primats són descendents d'un mateix grup de mamífers arboris primerencs, i que la capacitat de volar és la forma d'adaptació a la vida en les altures.
Això no obstant, la teoria que s'ha trobat amb diverses crítiques de zoòlegs. El debat no va enfocat a la relació entre primats i megaquiròpters, sinó al fet que la teoria defensa que microquiròpters i megaquiròpters han divergit en dues branques diferents dels mamífers, ja que els microquiròpters manquen de la semblança als primats, implicant el fet insòlit que l'evolució del vol s'hauria hagut de donar de manera independent en tots dos casos. Finalment, l'anàlisi de l'ADN ha descartat totalment aquesta teoria.

## Taxonomia
Es divideix en set subfamílies, 44 gèneres i 186 espècies:
Subfamília Cynopterinae
- Aethalops
- Alionycteris
- Balionycteris
- Chironax
- Cynopterus
- Dyacopterus
- Haplonycteris
- Latidens
- Megaerops
- Otopteropus
- Penthetor
- Ptenochirus
- Sphaerias
- Thoopterus

Subfamília Epomophorinae
- Tribu Epomophorini
  - Epomophorus
  - Epomops
  - Hypsignathus
  - Micropteropus
  - Nanonycteris
- Tribu Myonycterini
  - Lissonycteris
  - Megaloglossus
  - Myonycteris
- Tribu Plerotini
  - Plerotes
- Tribu Scotonycterini
  - Casinycteris
  - Scotonycteris

Subfamília Harpyionycterinae
- Aproteles
- Dobsonia
- Harpyionycteris

Subfamília Macroglossinae
- Macroglossus
- Melonycteris
- Notopteris
- Syconycteris

Subfamília Nyctimeninae
- Nyctimene
- Paranyctimene

Subfamília Pteropodinae
- Acerodon
- Desmalopex
- Eidolon
- Mirimiri
- Neopteryx
- Pteralopex
- Pteropus
- Styloctenium

Subfamília Rousettinae
- Eonycteris
- Rousettus

## Com a reservori d'Ebola i altres malalties
Els ratpenats frugívors megaquiròpters s'ha comprovat que actuen com reservoris naturals per a un gran nombre de malalties que poden ser fatals pels humans i els animals domèstics, però aquests ratpenats de vegades no presenten signes de la infecció.
Els investigadors han fet proves de la presència del virus d'Ebola entre 2001 i 2003. Tres espècies d'aquests ratpenats megaquiròpters han donat positiu per Ebola, però no tenen símptomes del virus. Això indica que els ratpenats poden actuar com reservori del virus. Els animals infectats identificats pertanyen a les espècies Hypsignathus monstrosus, Epomops franqueti i Myonycteris torquata.
Altres virus trobats en megaquiròpters són el virus de Marburg o els henipavirus.
El consum humà a la Polinèsia i Micronèsia de megaquiròpters pot causar la malaltia Lytico-Bodig per acumulació d'una toxina present en les plantes de les quals s'alimenten aquests ratpenats.